# Vanessa Trump
Vanessa Kay Trump (nacida, Pergolizzi, después Haydon; Nueva York, 18 de diciembre de 1977) es una socialité, actriz y exmodelo estadounidense. Estuvo casada con Donald Trump Jr., hijo mayor del presidente de los Estados Unidos Donald Trump, desde 2005 hasta 2018.

## Primeros años
Vanessa Kay Haydon, creció en Upper East Side; en Manhattan, y asistió al The Dwight School, un colegio privado. Su padrastro, Charles Haydon, fue un abogado entre cuyos clientes estuvieron Marilyn Monroe y Abe Hirschfeld. Su madre es de ascendencia danesa y su padrastro era judío. Tiene una hermana, Veronika. Su abuelo materno era el músico danés, Kai Ewans.

## Carrera
Fue modelo en su juventud y estaba contratada por Wilhelmina Models.
Como actriz, apareció en la película de 2003, Something's Gotta Give junto a Jack Nicholson y Diane Keaton. También apareció en The Apprentice (2004) y Bret Michaels: Life as I Know It (2010).
Ella y su hermana Veronika abrieron un club nocturno llamado 'Sessa' en otoño de 2003.
También lanzó su propia línea de bolsos de mano llamada La Poshett en 2010.

## Vida personal
Su novio en el colegio fue Valentín Rivera, miembro de la banda violenta Latin Kings.
Vanessa Trump mantuvo una relación entre 1998 y 2001 con el príncipe saudí Khalid bin Bandar bin Sultan Al Saud. Vanessa Trump quería casarse con él, pero rompieron tras los atentados del 11 de septiembre de 2001; cuando él dejó Estados Unidos; ya que su padre, Bandar bin Sultan; era sospechoso de haber tenido algo que ver con Al Qaeda.
Vanessa se casó con Donald Trump Jr. el 12 de noviembre de 2005. La boda tuvo lugar en el club Mar-a-Lago en Florida; el servicio fue oficiado por la tía de Trump Jr., la jueza Maryanne Trump Barry. Trump Jr. le pidió matrimonio con un anillo de 100.000 dólares que un joyero le dio gratis, a cambio de pedirle matrimonio delante de los paparazzi, enfrente de la tienda del joyero en Nueva Jersey. Tienen cinco hijos: Kai Madison (n. 12 de mayo de 2007); Donald John III (n. 18 de febrero de 2009); Tristan Milos (n. 2 de octubre de 2011); Spencer Frederick (n. 21 de octubre de 2012); y Chloe Sophia (n. 16 de junio de 2014). El 15 de marzo de 2018, Vanessa pidió el divorcio en un juzgado de Nueva York. Más tarde, en julio de 2018, resolvieron una demanda sobre las custodia de sus hijos y a finales de ese año, finalizaron su acuerdo de divorcio.
El 23 de marzo de 2025, confirmó su relación con el golfista Tiger Woods.